# Au crunk
Au crunk – drugi album studyjny belgijskiego muzyka Akro, wydany w 2008 roku przez Skinfama.

## Lista utworów
Źródło: Discogs
| Nr  | Tytuł                                                                   | Długość |
| --- | ----------------------------------------------------------------------- | ------- |
| 1.  | „Intro”                                                                 | 3:50    |
| 2.  | „C’est comme une jungle parfois”                                        | 3:52    |
| 3.  | „Croque mort”                                                           | 3:13    |
| 4.  | „La vie en dose Part 2”                                                 | 4:07    |
| 5.  | „Dirty Sale”                                                            | 3:55    |
| 6.  | „Coupe le verre en deux” (feat. Leki)                                   | 3:46    |
| 7.  | „Baby Boum”                                                             | 3:02    |
| 8.  | „Moi je suis” (feat. James Deano, Shadow Loowee, Stromae, Veence Hanao) | 3:50    |
| 9.  | „Le buvard”                                                             | 2:43    |
| 10. | „Gauche droite” (feat. Shadow Loowee)                                   | 3:27    |
| 11. | „Avec des si”                                                           | 4:05    |
| 12. | „Enfant de la pub”                                                      | 2:19    |